# Nyahkur jezik
Nyahkur jezik (ISO 639-3: cbn; chao dong, “chaobon”, “chaobun”, chaodon, “chaubun”, lawa, niakuol, niakuoll, nyakur), mon-khmerski jezik koji se nekada klasificirao u monsku podskupinu, danas se vodi kao jedini predstavnik južne monske podskupine. Pripadnici etničke grupe sebe nazivaju Nyakhur, dok ih Thai nazivaju Chaobon.
Govori se u nekoliko provincija u središnjem Tajlandu na sjeveroistočnom podnožju planina Petchabun, poglavito starije osobe. Većina mlađe generacije pismena je na tajskom jeziku, a i vole se izjašnjavati kao Taji. 
Oko 1 500 govornika (2006 C. Shimmin), u opadanju. Monolingualnih nema. Etnička populacija: 3000 (Theraphan 1984). Prema D. Bradleyu 10 000 govornika (2000) od 20 000 etničkih.

## Vanjske poveznice
- Ethnologue (14th)